# Ребясе (Міссо)
Ре́бясе (ест. Rebäse) — село в Естонії, входить до складу волості Міссо, повіту Вирумаа.